# Kleingebiet Szentlőrinc

Lage des Kleingebiets Szentlőrinc (rot) im Komitat Baranya

Das Kleingebiet Szentlőrinc (ungarisch Szentlőrinci kistérség) war bis Ende 2012 eine ungarische Verwaltungseinheit (LAU 1) innerhalb des Komitats Baranya in Südtransdanubien. Im Zuge der Verwaltungsreform Anfang 2013 gingen alle 20 Ortschaften des Kleingebietes in den neuen Kreis Szentlőrinc (ungarisch Szentlőrinci járás) über, der noch um die Gemeinde Szentdénes aus dem Kleingebiet Szigetvár erweitert wurde.
Das Kleingebiet hatte 14.756 Einwohner (Ende 2012) auf einer Fläche von 270,28 km².
Der Verwaltungssitz war die einzige Stadt, Szentlőrinc (6.750 Ew.).

## Ortschaften
Diese 20 Ortschaften gehörten zum Kleingebiet Szentlőrinc:
| Bicsérd           | Boda          | Bükkösd     | Cserdi     | Csonkamindszent |
| Dinnyeberki       | Gerde         | Gyöngyfa    | Helesfa    | Hetvehely       |
| Kacsóta           | Királyegyháza | Okorvölgy   | Pécsbagota | Sumony          |
| Szabadszentkirály | Szentkatalin  | Szentlőrinc | Velény     | Zók             |